# Territorialprälatur Esquel
Die Territorialprälatur Esquel (lat.: Praelatura Territorialis Esquelensis, span.: Prelatura de Esquel) ist eine in Argentinien gelegene römisch-katholische Territorialprälatur mit Sitz in Esquel.

## Geschichte
Die Territorialprälatur Esquel wurde am 14. März 2009 durch Papst Benedikt XVI. aus Gebietsabtretungen des Bistums Comodoro Rivadavia errichtet. Die Territorialprälatur wurde dem Erzbistum Bahía Blanca als Suffragan unterstellt. Erster Bischof der Territorialprälatur wurde José Slaby CSsR. 